# Нетлейбл
Нетлейбл (англ. netlabel, мережевий лейбл) — «онлайн-платформа для розповсюдження і промоції музики, випущеної на умовах ліцензій Creative Commons або подібних». Нетлейбли здебільшого є некомерційними, а їхня діяльність спрямована на налагодження «містка» між поціновувачами певних «нішових» музичних жанрів, і творцями такої музики. Вони часто протиставляють себе традиційним комерційним лейблам як осередки популяризації альтернативної музики. На нетлейблах переважає електронна музика танцювального й експериментального напрямків, а своїм корінням вони сягяють трекер-сцени (яка, своєю чергою, виникла із демосцени). Нетлейбли розповсюджують музику здебільшого у форматах mp3 та ogg (часто доступні також формати flac або wav), а до кожного випуску додається графічне зображення, що є аналогом обкладинки компакт-диска (тільки у віртуальній формі). Станом на серпень 2015 р. лише на сховищі Інтернет-архіву налічується 1768 нетлейблів з різних країн світу.